# Paris, je t'aime
Paris, je t'aime è un film collettivo del 2006, presentato al Festival di Cannes 2006 nella sezione Un Certain Regard e al Toronto Film Festival. È composto da 18 episodi della durata di circa 5 minuti, sul tema dell'amore nell'accezione più ampia del termine, ambientati ognuno in un diverso quartiere della città di Parigi. In effetti, il progetto originario prevedeva 20 episodi, uno per ogni arrondissement, ma due sono stati sacrificati a favore dell'equilibrio complessivo del film. Il film è inedito in Italia.

## Episodi

### Montmartre
(XVIII arrondissement)
- Regia e sceneggiatura: Bruno Podalydès
- Fotografia: Matthieu Poirot-Delpech
- Montaggio: Anne Klotz

#### Trama
Un uomo (Bruno Podalydès), dopo aver trovato faticosamente un parcheggio nelle stradine del quartiere di Montmartre, soccorre una donna (Florence Muller) che ha avuto un malore sul marciapiede proprio accanto a lui e si mostra disponibile ad accompagnarla ovunque lei desideri.

### Quais de Seine
(V arrondissement)
- Regia: Gurinder Chadha
- Sceneggiatura: Paul Mayeda Berges, Gurinder Chadha
- Fotografia: David Quesemand
- Montaggio: Simon Jacquet

#### Trama
Un ragazzo, sul lungo Senna in compagnia di un paio di amici che tentano volgari abbordaggi alle ragazze di passaggio, rimane affascinato da una giovane musulmana (Leïla Bekhti), che ha aiutato a rialzarsi dopo una caduta che i suoi amici hanno accolto con le risate. Per rivederla la attende fuori dalla moschea e la presenza del nonno di lei non solo non gli rende impossibile avvicinarla, ma anzi lo aiuta.

### Le Marais
(IV arrondissement)
- Regia e sceneggiatura: Gus Van Sant
- Fotografia: Pascal Rabaud

#### Trama
Gaspard accompagna Marianne in una tipografia del Marais, per discutere della stampa di un libro d'arte. È immediatamente attratto da un giovane silenzioso, a tal punto da arrivare ad esprimergli la sensazione che potrebbero essere anime gemelle. Non ottenendo risposta, gli lascia il proprio numero di telefono, senza sapere che l'altro non l'ha capito, a causa della sua limitata comprensione della lingua francese.

### Tuileries
(I arrondissement)
- Regia e sceneggiatura: Ethan Coen, Joel Coen[Nota 1][2]
- Fotografia: Bruno Delbonnel

#### Trama
Nella stazione della metropolitana delle Tuileries, un turista americano incrocia inavvertitamente lo sguardo di una ragazza che, sulla banchina di fronte a lui, sta appassionatamente amoreggiando con il suo compagno, che prima lo aggredisce a parole poi, quando lei per provocarne il temperamento raggiunge il turista e lo bacia sulla bocca, alza anche i pugni e l'incolpevole americano si ritrova steso a terra, fra le cartoline e i souvenir acquistati al Louvre, mentre la coppia se ne va, continuando a scambiarsi effusioni.

### Loin du 16ème
(XVI arrondissement)
- Regia e sceneggiatura: Walter Salles, Daniela Thomas
- Fotografia: Éric Gautier

#### Trama
Una giovane immigrata sudamericana è costretta a lasciare il proprio figlio ad un nido per andare ad accudire, per lavoro, un bambino dei quartieri alti. Ad entrambi, canta la medesima ninna nanna, "Que Linda Manito".

### Porte de Choisy
(XIII arrondissement)
- Regia: Christopher Doyle
- Sceneggiatura: Gabrielle Keng, Kathy Li, Christopher Doyle
- Fotografia: Kathy Li
- Montaggio: Simon Jacquet

#### Trama
Un venditore di prodotti estetici tenta di concludere delle vendite in un salone della locale Chinatown in cui incontra una donna che è un vero osso duro (Li Xin).

### Bastille
(XII arrondissement)
- Regia e sceneggiatura: Isabel Coixet
- Fotografia: Jean-Claude Larrieu
- Montaggio: Simon Jacquet

#### Trama
Un marito infedele sta per lasciare la moglie, quando lei gli rivela di soffrire di una grave forma di leucemia. Decide quindi di rinunciare alla giovane amante per dedicarsi completamente alla moglie. Trascorrere tanto tempo insieme a lei per assisterla in quei suoi ultimi giorni di vita lo fa innamorare di nuovo, come la prima volta, e l'addio sarà straziante.

### Place des Victoires
(II arrondissement)
- Regia e sceneggiatura: Nobuhiro Suwa
- Fotografia: Pascal Marti
- Montaggio: Hisako Suwa

#### Trama
Una madre che ha appena perso il proprio bambino, non riesce a reagire al lutto. È attirata dalla voce del figlio perduto in Place des Victoires, dove lo vede giocare insieme ad altri bambini. Lì viene consolata da un cowboy.

### Tour Eiffel
(VII arrondissement)
- Regia e sceneggiatura: Sylvain Chomet
- Fotografia: Eric Guichard

#### Trama
Un ragazzino, dall'abnorme cartella sulle spalle, racconta di come i suoi genitori, entrambi mimi (Paul Putner, Yolande Moreau), in un mondo ostile alla fantasia siano riusciti ad incontrarsi ed innamorarsi.

### Parc Monceau
(XVII arrondissement)
- Regia e sceneggiatura: Alfonso Cuarón
- Fotografia: Michael Seresin
- Montaggio: Alex Rodríguez[Nota 4]

#### Trama
Un uomo di mezz'età e una giovane donna parlano di una terza persona, Gaspard, che potrebbe non essere contento del loro incontro. Sembrerebbe trattarsi del compagno di lei, in realtà i due sono padre e figlia e lei ha chiesto al padre di fare da baby-sitter al proprio nipotino, Gaspard, appunto.

### Quartier des Enfants Rouges
(III arrondissement)
- Regia e sceneggiatura: Olivier Assayas
- Fotografia: Éric Gautier
- Montaggio: Luc Barnier

#### Trama
Un'attrice americana, a Parigi per le riprese di un film in costume, ad una festa si procura della droga da uno spacciatore, che le chiede di poterla andare a visitare sul set. Quando lei, in un momento di pausa, lo chiama per essere raggiunta nella propria sua roulotte, è però un altro spacciatore a presentarsi per rifornirla, quello che ha mostrato interesse per lei è impegnato altrove.

### Place des Fêtes
(XIX arrondissement)
- Regia e sceneggiatura: Oliver Schmitz
- Fotografia: Michel Amathieu
- Montaggio: Isabel Meier

#### Trama
Un immigrato africano viene accoltellato senza motivo da dei ragazzi di strada, in Place des Fêtes. A soccorrerlo per prima è una giovane donna di colore che presta servizio come paramedico e che lui aveva già visto e tentato di avvicinare mentre stava facendo le pulizie in un parcheggio. Pur ferito gravemente, le chiede di bere un caffè insieme. Quando arriva il caffè per il ragazzo di colore è troppo tardi. 

### Pigalle
(IX arrondissement)
- Regia e sceneggiatura: Richard LaGravenese
- Montaggio: Simon Jacquet

#### Trama
Bob e Fanny sono un'affiatata coppia di lunga data (nella vita privata e nel lavoro), che tenta di riaccendere la propria passione incontrandosi come sconosciuti in un locale di Pigalle.

### Quartier de la Madeleine
(VIII arrondissement)
- Regia e sceneggiatura: Vincenzo Natali
- Fotografia: Tetsuo Nagata

#### Trama
Mentre sta percorrendo di notte le vie deserte del quartiere della Madeleine, un giovane turista si imbatte nella scena orrorifica di una splendida vampira che si sta nutrendo del corpo di un uomo. Lei è così affascinante che è lui stesso ad offrirle il proprio sangue, ma poi perde i sensi e precipita da una scala, rompendosi la testa. Lei gli "salva la vita" trasformandolo a sua volta in un vampiro e i due finiscono per mordersi amorevolmente a vicenda.

### Père-Lachaise
(XX arrondissement)
- Regia e sceneggiatura: Wes Craven
- Fotografia: Maxime Alexandre
- Montaggio: Stan Collet

#### Trama
Durante la tradizionale visita turistica al cimitero di Père-Lachaise, Frances, che sta per sposare il serioso William, si rende conto, davanti alla tomba dell'amato scrittore Oscar Wilde, che non vuole trascorrere il resto della sua vita con qualcuno che non la sa far ridere. Grazie ad un provvidenziale colpo alla testa e all'aiuto del fantasma di Wilde, William riuscirà a trovare dentro di sé lo spirito per riconquistarla.

### Faubourg Saint-Denis
(X arrondissement)
- Regia e sceneggiatura: Tom Tykwer
- Fotografia: Frank Griebe
- Montaggio: Mathilde Bonnefoy

#### Trama
Il giovane cieco Thomas e l'aspirante attrice Francine trascorrono una memorabile stagione d'amore, ma poi con una telefonata lei sembra mettere bruscamente fine alla loro relazione. Nel giro di pochi istanti Thomas, con il cuore spezzato, rivive tutti gli splendidi momenti vissuti insieme, poi arriva una nuova telefonata in cui Francine gli chiede se è stata abbastanza convincente, per la scena di separazione che sta preparando.

### Quartier Latin
(VI arrondissement)
- Regia: Frédéric Auburtin, Gérard Depardieu[Nota 7][2]
- Sceneggiatura: Gena Rowlands
- Fotografia: Pierre Aïm
- Montaggio: Simon Jacquet

#### Trama
Ben e Gena, separati da tempo, si incontrano in un caffè per discutere del divorzio, richiesto da lui per poter sposare la nuova, giovane compagna, che sta aspettando un figlio (malgrado lui abbia già dei nipoti, dalle figlie avute con Gena). Anche lei ha un nuovo compagno, più giovane. Il breve incontro è sufficiente per ricordare ad entrambi che gran coppia siano stati in passato.

### 14e arrondissement
(XIV arrondissement)
- Regia e sceneggiatura: Alexander Payne
- Fotografia: Denis Lenoir
- Montaggio: Simon Jacquet

#### Trama
Una turista americana di mezz'età visita Parigi e racconta alla classe del proprio corso di lingua, in un faticoso francese, il viaggio che per lei, donna dalla vita tranquilla, ma solitaria e priva di emozioni, ha significato una sorta di risveglio sentimentale e le ha permesso di riscoprire cosa significhi provare felicità, ma anche tristezza.

### I due episodi mancanti
Nel film non sono stati inclusi l'episodio dedicato all'XI arrondissement, girato dal regista francese Raphaël Nadjari, interpretato da Julie Depardieu, e quello dedicato al XV arrondissement, girato dal regista danese Christoffer Boe.

## Produzione
L'idea del film, avuta da Tristan Carné, risale al gennaio 2000. Nel gennaio 2004 al progetto, seguito dal produttore e sceneggiatore Emmanuel Benbihy, si è unita la navigata produttrice Claudie Ossard (Il favoloso mondo di Amélie), che ha voluto che i registi coinvolti fossero in buona parte stranieri, per dare uno sguardo internazionale alla Ville Lumière (e in realtà i più difficili da convincere a partecipare sono stati i registi francesi), ma anche che la troupe tecnica fosse invece in buona parte locale, per stimolare i registi stranieri a tornare a lavorare in Francia.
Ad eccezione dell'episodio diretto da Tom Tykwer, girato nell'agosto 2002, quando ancora il progetto del film era lontano dall'essere definito, e di quello dei fratelli Coen, girato nel gennaio 2005, tutti gli episodi del film sono stati realizzati tra luglio e novembre 2005.
Al progetto sono stati associati molti nomi che poi non vi hanno partecipato: Agnès Varda, Woody Allen, Jean-Luc Godard, Johnny Depp, Sally Potter, Fernando Trueba, Jean-Pierre Jeunet, Martin Scorsese, M. Night Shyamalan, John Malkovich, Alejandro González Iñárritu, Christopher Nolan, Tom Cruise, Annie Girardot, Charlotte Rampling, Penélope Cruz, Michel Piccoli, Jean Rochefort, Charlotte Gainsbourg, Tim Roth... 
Fra coloro che hanno dovuto rinunciare, per motivi diversi, Ettore Scola e Radu Mihăileanu.

## Accoglienza della critica
La critica in generale ha riconosciuto al film, nell'inevitabile disomogeneità delle diverse parti, più o meno ispirate, un risultato complessivamente positivo. Il film ha ottenuto un risultato di 84% (83 recensioni positive su 99, voto medio di 7/10) su Rotten Tomatoes.
A favore del film il fatto che la brevità di ogni episodio consente di non annoiare mai, anche quando non coinvolge o entusiasma, e di far emergere e far rimanere nella memoria le parti migliori. Gli episodi più apprezzati sono stati quelli di Chomet (surreale) Coixet (tragico), Schmitz (mèlo), Auburtin e Depardieu (cassavetiano) e soprattutto quello conclusivo di Payne (malinconico). Contrastanti i giudizi su quello dei fratelli Coen (spassoso divertimento o nient'altro che maniera?).
La critica meno favorevole è stata proprio quella francese, con diversi giudizi molto negativi (ad esempio, Jacques Mandelbaum su Le Monde ha scritto che questa successione di cartoline non rende onore né al cinema né a Parigi).

## Accoglienza del pubblico
In Francia il film ha avuto 400 887 spettatori. Ha incassato a livello internazionale 11,8 milioni di dollari, negli Stati Uniti invece l'incasso è stato di 4,9 milioni di dollari.

## Precedenti
Parigi è già stata protagonista in passato di film a episodi. Nel 1965 sei autori della nouvelle vague (Claude Chabrol, Jean Douchet, Jean-Luc Godard, Jean-Daniel Pollet,	Éric Rohmer, Jean Rouch) hanno realizzato Paris vu par..., seguito nel 1984 da Paris vu par... vingt ans après, composto da altrettanti episodi, diretti da Chantal Akerman, Bernard Dubois, Philippe Garrel, Frédéric Mitterrand, Vincent Nordon, Philippe Venault.

## Seguiti
Fin dalla presentazione al Festival di Cannes di questo film, è stata annunciata l'idea di produrne due seguiti-remake, nel 2007 uno ambientato nella città di New York, nel 2008 uno ambientato a Tokyo Nel 2009 è uscito New York, I Love You e, nel 2014, è uscito Rio, eu te amo, ambientato a Rio de Janeiro e non a Tokyo. Nel 2019 è stato poi realizzato Berlin, I Love You